# Kramer gegen Kramer
Kramer gegen Kramer ist ein US-amerikanisches Filmdrama aus dem Jahr 1979. Die von Robert Benton inszenierte Literaturverfilmung basiert auf dem 1977 erschienenen Roman Kramer vs. Kramer von Avery Corman.

## Inhalt
Der Werbekaufmann Ted Kramer, verheiratet und Vater eines fünfjährigen Sohnes, arbeitet in einer renommierten New Yorker Werbeagentur und ist in seinem Job unbestritten einer der Besten. Gerade hat ihm sein Chef das bislang größte Projekt mit der Ankündigung übertragen, dass Ted Vizepräsident der Agentur werden solle. Seine Arbeit wird dadurch nicht weniger, doch er geht in seinem Beruf auf und meint, dass seine Frau mit ihm glücklich sei. 
Als er abends nach Hause kommt, steht seine Frau Joanna völlig unerwartet mit gepacktem Koffer in der gemeinsamen Wohnung. Sie steckt in einer tiefen Identitätskrise und fühlt sich mit ihrer Rolle als Ehefrau und Mutter überfordert. Sie leidet darunter, dass Ted in den letzten Jahren wenig Zeit für sie hatte. Obwohl sie das gemeinsame Kind Billy innig liebt, lässt sie Billy und Ted allein. Beim Verlassen gesteht sie Ted, dass sie ihn nicht mehr liebe. Da sie sich in ihrer Mutterrolle als Versagerin fühle, meint sie, es sei das Beste für Billy, wenn sie auch ihn verlasse. 
Ted muss sich nun über seine zeitraubende Karriere hinaus auch als alleinerziehender Vater bewähren. Nach anfänglichen Konflikten mit seinem zunächst etwas störrischen Sohn raufen sich beide zusammen und meistern die für beide schwierige Situation. Teds Vaterrolle geht allerdings zu Lasten seiner Karriere. Schon bald merkt sein Chef, dass Ted nicht mehr hundertprozentigen Einsatz in der Werbeagentur leisten kann. Obwohl er Ted freundschaftlich gesinnt ist, hat sein Verständnis für Teds schwierige Lage schnell ein Ende. 
Joanna kehrt nach einer Psychotherapie in Kalifornien nach New York zurück, um im Anschluss an die eingereichte Scheidung das Sorgerecht für den nunmehr siebenjährigen Billy zu erlangen. Ted wird kurz danach und zwei Tage vor Weihnachten von seinem Chef entlassen und erfährt von seinem Anwalt, dass er ohne festen Job keinerlei Aussicht auf Beibehaltung des Sorgerechts habe. Fest entschlossen, für das Sorgerecht zu kämpfen, gelingt es Ted, innerhalb von 24 Stunden eine neue Stelle zu bekommen – wenn auch um den Preis, dass der neue Job einen beruflichen Abstieg bedeutet.
Joanna und Ted streiten im Familienprozess „Kramer gegen Kramer“ erbittert um das Sorgerecht. Immer noch emotional miteinander verbunden, sind beide allerdings über die rüden Methoden ihrer Anwälte erschrocken, als Ted bzw. Joanna von ihnen im Zeugenstand vernommen werden. Schließlich gewinnt Joanna das Sorgerechtsverfahren. Ted ist am Boden zerstört, fängt sich aber wieder. Eine Berufung lehnt Ted ab, da das Kind nach Aussage des Anwalts hierbei mit in den Zeugenstand gerufen werden müsste.
Als sich Joanna zum vereinbarten Übergabetermin über die Haustelefonanlage meldet, bittet sie Ted, alleine nach unten ins Foyer zu kommen. Dort eröffnet sie ihm unter Tränen, dass ihr am Morgen bewusst geworden sei, dass Billy bereits ein Zuhause habe. Da sie ihn liebe, habe sie sich dazu entschieden, ihn nicht mitzunehmen. Ted fällt ein Stein vom Herzen. Er umarmt Joanna und schlägt ihr vor, alleine in die Wohnung hochzufahren und es Billy unter vier Augen selbst zu sagen. Im Aufzug fragt sie ihn noch etwas verstört, wie sie aussehe, woraufhin er „Einfach fabelhaft“ antwortet, bevor die Fahrstuhltür schließt.

## Hintergrund
Joannas Rede vor Gericht verfasste Meryl Streep selbst, wodurch sie das Gefühl hatte, sich selbst zu verteidigen, und all ihre Kraft in die Argumentation hineinlegte.

## Kritik
Der Filmdienst schreibt: Dicht und nuanciert inszeniert, in der Darstellung der Position der Frau jedoch zu wenig differenziert. Ein Film, der zur Diskussion des gesellschaftlichen Kontextes anregen kann.

## Auszeichnungen
Oscarverleihung 1980
- Bester Film
- Beste Regie: Robert Benton
- Bester Hauptdarsteller: Dustin Hoffman
- Beste Nebendarstellerin: Meryl Streep
- Bestes adaptiertes Drehbuch: Robert Benton
- Nominierung: Bester Nebendarsteller: Justin Henry
- Nominierung: Beste Nebendarstellerin: Jane Alexander
- Nominierung: Kamera: Néstor Almendros
- Nominierung: Schnitt: Gerald B. Greenberg

Golden Globe Awards 1980
- Bester Film – Drama
- Bester Hauptdarsteller – Drama: Dustin Hoffman
- Beste Nebendarstellerin: Meryl Streep
- Bestes Filmdrehbuch: Robert Benton
- Nominierung: Beste Regie: Robert Benton
- Nominierung: Bester Nebendarsteller: Justin Henry
- Nominierung: Beste Nebendarstellerin: Jane Alexander
- Nominierung: Bester Nachwuchsdarsteller: Justin Henry